# ناوشکن کلاس سوپر آکیزوکی
ناوشکن کلاس سوپر آکیزوکی (به انگلیسی: Super Akizuki-class destroyer) یک کلاس از کشتی است که طول آن 440 ft 3 in (134.2 metres) (overall) می‌باشد.